# پیتر هم
پیتر هم (انگلیسی: Peter Ham؛ ۲۷ آوریل ۱۹۴۷ – ۲۴ آوریل ۱۹۷۵) یک خواننده و ترانه‌سرا اهل ولز بود که با گروه بدفینگر  همکاری داشت. وی بین سال‌های ۱۹۶۱ تا ۱۹۷۵ میلادی فعالیت می‌کرد. او در سال ۱۹۷۵ خودکشی کرد.